# Chabab Atlas Khénifra
O Chabab Atlas Khénifra é um clube de futebol com sede em Khénifra, Marrocos. A equipe compete no Campeonato Marroquino de Futebol.

## História
O clube foi fundado em 1943.